# Linsenberg 7 (Runkel)

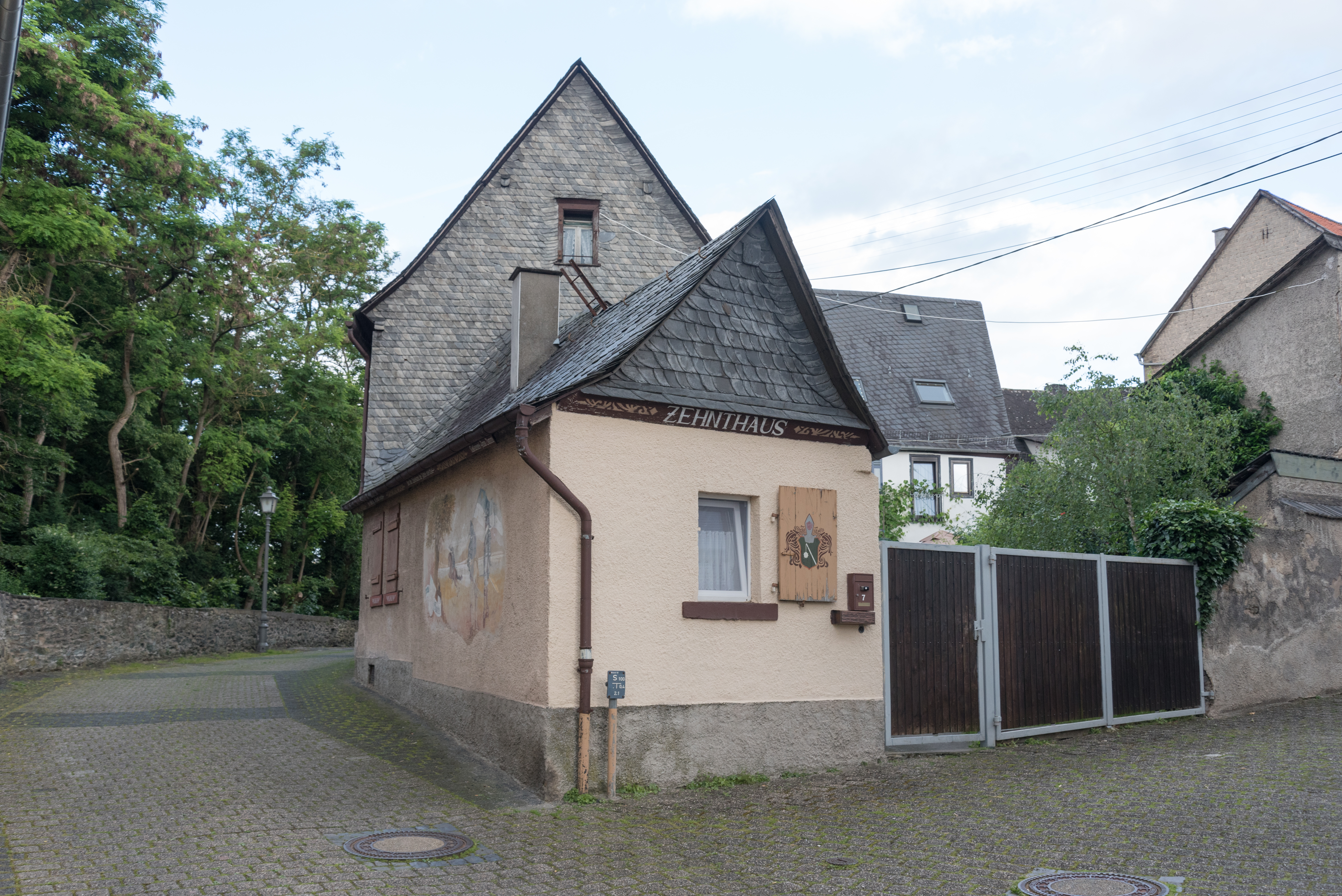
Fachwerkhaus Linsenberg 7 in Runkel (2016)

Das Gebäude Linsenberg 7, das sogenannte Zehnthaus, in Runkel, einer Gemeinde im mittelhessischen Landkreis Limburg-Weilburg, wurde um 1800 als Teil der Rentamtsverwaltung errichtet. Das eingeschossige Wohnhaus ist ein geschütztes Kulturdenkmal. 
Das Satteldachhaus am Eingang des Linsenbergs zum Schlossplatz ist größtenteils ein verputzter Bruchsteinbau. Der Giebel besteht aus verschiefertem Fachwerk. Die Dachform mit ihren Aufschieblingen gehört in die Zeit um 1800. 
Das Haus wurde wohl bis zur Zehntablösung als Einnehmerei genutzt.